# Isola Povorotnyj
L'isola Povorotnyj (in russo остров Поворотный, ostrov Povorotnyj; in italiano "girevole") è un'isola russa che fa parte dell'arcipelago Severnaja Zemlja ed è bagnata dal mare di Kara.
Amministrativamente fa parte del Tajmyrskij rajon del Territorio di Krasnojarsk, nel Distretto Federale Siberiano.

## Geografia
L'isola è ubicata nella parte occidentale dell'arcipelago, tra l'isola del Pioniere e Komsomolets, rispettivamente 5,5 km a nord di capo Cholmistyj (мыс Холмистый) e 8,3 km a sud-ovest di capo Otkrytyj (мыс открытый). Si trova proprio all'imboccatura del canale Junyj (пролив Юный) che separa le due grandi isole.
Povorotnyj ha una forma allungata e stretta, disposta in direzione nord-ovest/sud-est; è lunga 1,5 km e larga 350 m; nella parte meridionale dell'isola c'è una collina alta 21 metri. L'isola è libera dai ghiacci.